# 費爾法克斯鎮區 (愛荷華州林縣)
費爾法克斯鎮區（英語：Fairfax Township）是位於美國愛荷華州林縣的一個行政鎮區。

## 地方資料
根據2010年美國人口普查的數據，費爾法克斯鎮區的面積為82.79平方千米，當中陸地面積為82.74平方千米，而水域面積為0.05平方千米。當地共有人口8279人，而人口密度為每平方千米100人。